# 2 Przasnyski Ośrodek Radioelektroniczny
2 Przasnyski Ośrodek Radioelektroniczny – polski oddział wojskowy rozpoznania radioelektronicznego.

## Historia

### 2 Ośrodek Radioelektroniczny

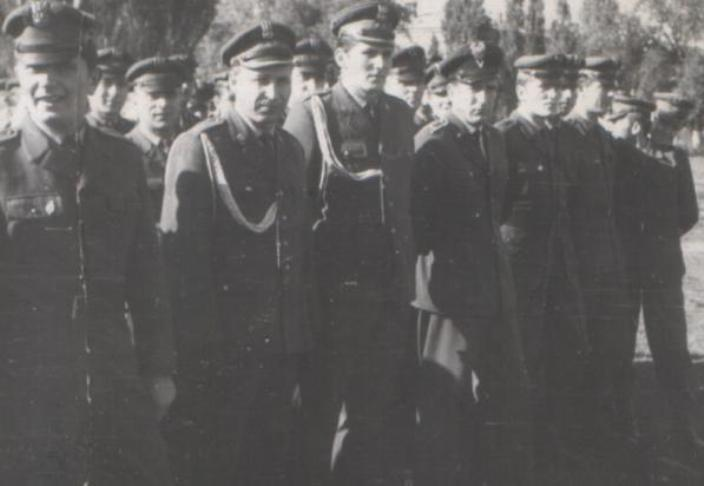
Przasnysz, 1966 r.

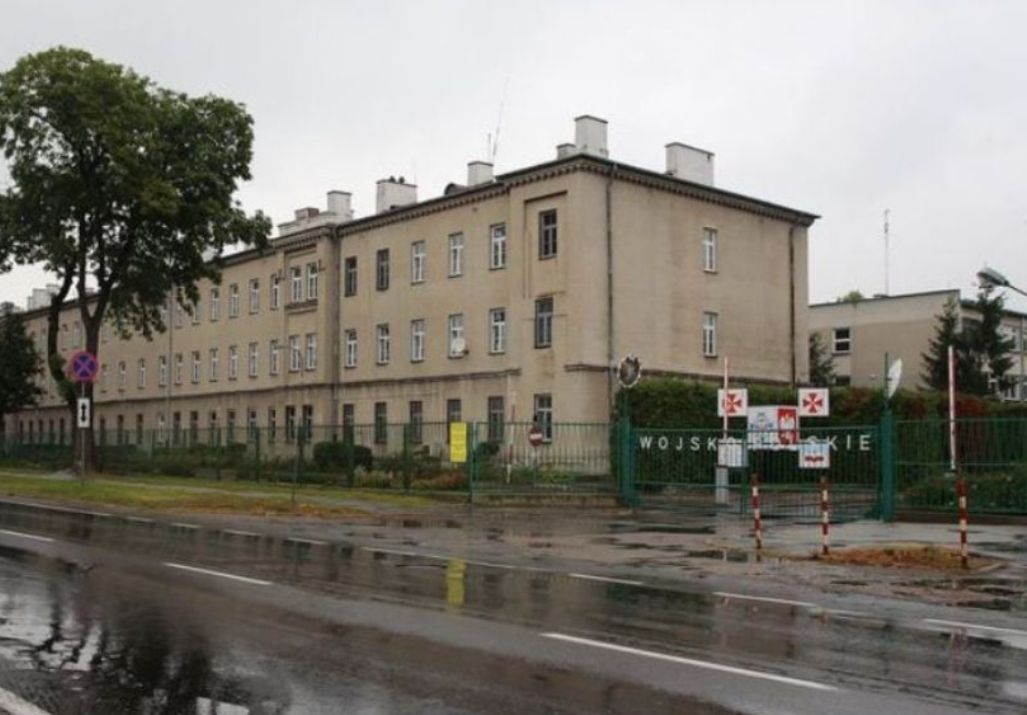
Przasnysz – 2 ORel

Sformowany został w 1960 w miejsce 16 Batalionu Radiopelengacyjnego (JW 4420), który powstał w 1951 na podstawie rozkazu MON nr 672 z 18.07.1951 r., z miejscem formowania Beniaminów, następnie Białobrzegi, z dowódcą por. Zbigniew Mróz. Następnie jako 16 batalion rozpoznania radiowego od 1957 stacjonował w Wałczu, gdzie w 1960 został przeformowany w 2 Ośrodek Radioelektroniczny. W 1964 2 Ośrodek Radioelektroniczny (JW 4420) został przemieszczony z Wałcza i rozpoczął stacjonowanie w Przasnyszu w kompleksie koszarowym o zabudowie z czasów cesarskich, który w kolejnych latach był modernizowany.
W dniu 28 sierpnia 1966 odbyła się pierwsza uroczystość wręczenia JW 4420 sztandaru wojskowego, ufundowanego przez społeczeństwo Przasnysza. Aktu wręczenia sztandaru dokonał Szef Zarządu II Sztabu Generalnego WP gen. bryg. Włodzimierz Oliwa. Jednocześnie Minister Obrony Narodowej nadał 2 Ośrodkowi Radioelektronicznemu imię kanoniera Michała Okurzałego. Nazwa ta obowiązywała do początku lat 90 XX w.
W latach 1966–1968 nastąpiło wydzielenie ze struktur jednostki zalążków nowych poddziałów w Zgorzelcu 11 Batalion Rozpoznania Radioelektronicznego, Białej Podlaskiej, Zgierzu i Przasnyszu. W 1969 2 Ośrodek Radioelektroniczny miał 764 stanowiska służbowe zapisane w etacie i podlegał operacyjnie zastępcy Szefa Zarządu II Sztabu Generalnego ds. rozpoznania wojskowego. 2 Ośrodek Radioelektroniczny wykonywał zadania rozpoznania radioelektronicznego stawiane przez Oddział Koordynacji Rozpoznania Zarządu II Sztabu Generalnego WP, nadzorujący zadania wykonywane przez wszystkie jednostki radioelektroniczne SZ PRL. 2 Ośrodek rozpoznawał m.in. struktury i obiekty szczebla strategiczno-operacyjnego Heer, United States Army, British Army na terytorium RFN czasu zimnowojennego, oraz duńskiego Hæren. Jednostka w Przasnyszu wykonywała także zadania zlecane przez Dowódcę Warszawskiego Okręgu Wojskowego.

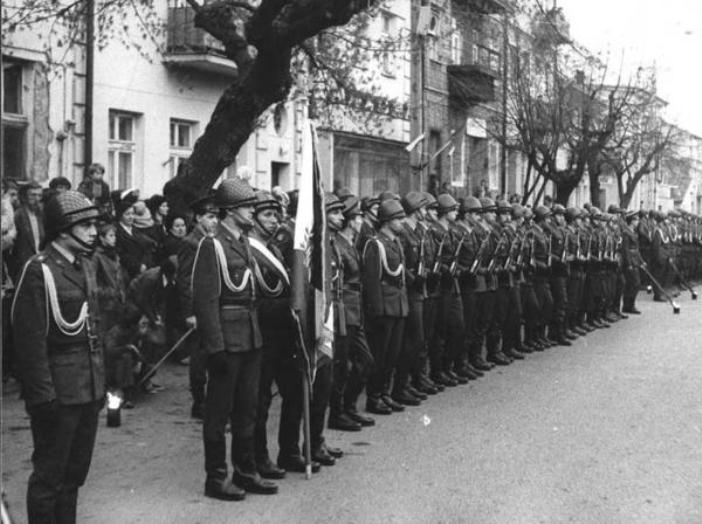
Przasnysz, 1994 r.

#### 2 Pułk Rozpoznania Radioelektronicznego
W 1974 2 Ośrodek Radioelektroniczny został przekształcony w 2 Pułk Rozpoznania Radioelektronicznego.

#### 2 Pułk Radioelektroniczny
W 1996 2 Pułk Rozpoznania Radioelektronicznego został przekształcony w 2 Pułk Radioelektroniczny, który funkcjonował do końca 2002. 17 sierpnia 1996, w 45 rocznicę istnienia jednostki, wiceminister ON Andrzej Karkoszka wręczył sztandar nowego typu ufundowany przez społeczeństwo ziemi przasnyskiej.

### 2 Ośrodek Radioelektroniczny

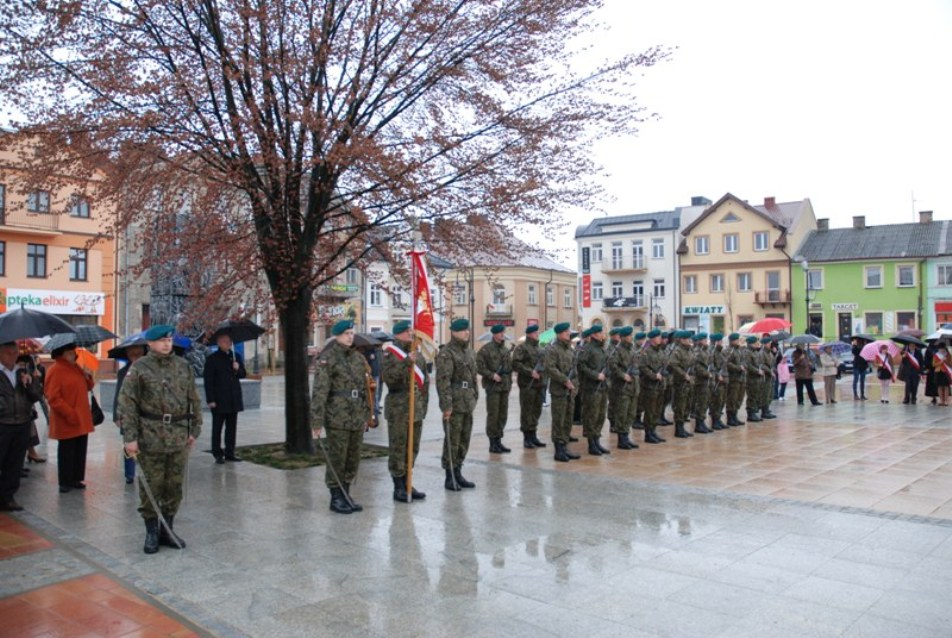
Przasnysz, 2013 r.

1 stycznia 2003 na mocy decyzji nr Pf-93/ Org/P5 Ministra Obrony Narodowej z dnia 4 października 2002 r. na bazie 2 Pułku Radioelektronicznego oraz 20 Przasnyskiego Ośrodka Szkolenia Specjalistów Radioelektroniki rozpoczął funkcjonowanie 2 Ośrodek Radioelektroniczny. 25 kwietnia 2003 jednostka otrzymała Sztandar ufundowany przez społeczeństwo Ziemi Przasnyskiej, dzień ten został ustanowiony jej świętem. W dniu 1 czerwca 2005 2 Ośrodek Radioelektroniczny został przekazany w podporządkowanie Dowództwu Wojsk Lądowych. W 2010 2 Przasnyski Ośrodek Radioelektroniczny wystawił pododdział prowadzący SIGINT na rzecz PKW w Afganistanie. 15 grudnia 2011 jednostce podporządkowano 8 Grudziądzki Batalion Walki Radioelektronicznej (dotychczas podporządkowany Dowództwu Wojsk Lądowych). W wyniku reformy struktur dowodzenia od 1 stycznia 2014 jednostka podlega Dowództwu Generalnemu Rodzajów Sił Zbrojnych.

## Żołnierze

### Dowódcy
Batalion Radiopelengacyjny (1951–1960)
- por/mjr Zbigniew Mróz (1951–1960)

2 Ośrodek Radioelektroniczny (1960–1974)
- płk Zbigniew Mróz (1951–1967)
- płk Lesław Klisowski (1968–1970)
- płk Władysław Urbański (1970–1974)

2 Pułk Rozpoznania Radioelektronicznego (1974–1996)
- płk Władysław Urbański (1974–1975)
- płk Paweł Marciniak (1975–1978)
- ppłk dypl. Marian Szklarek (1978–1984)
- płk Mieczysław Rak (1984–1988)
- płk dypl. Stanisław Krzyżanowski (1988–1996)

2 Pułk Radioelektroniczny (1996–2002)
- płk dypl. Stanisław Krzyżanowski (1996–2002)

2 Ośrodek Radioelektroniczny (2003–2024)
- płk dypl. Waldemar Trochimiuk (2003–2006)
- ppłk Stanisław Zasada (czasowo)[13]
- płk dypl. Ryszard Wróbel (2006–2012)[12]
- płk dypl. Witold Łukaszewski (2012–2015)
- ppłk Stanisław Zasada (czasowo)[13] (2015)
- płk dr Mariusz Gułaj (2015–2019)
- ppłk Sławomir Durski (2019–2019)
- płk dypl. Bogusław Postek (2019–obecnie)

### Oficerowie związani z jednostką
W okresie funkcjonowania jednostki w Przasnyszu byli z nią związani między innymi oficerowie:

- Grzegorz Korczyński
- Tadeusz Jedynak
- Włodzimierz Oliwa
- Zygmunt Huszcza
- Bolesław Chocha
- Jerzy Skalski
- Czesław Kiszczak
- Florian Siwicki
- Józef Użycki
- Roman Misztal
- Edward Poradko
- Marek Dukaczewski
- Edward Gruszka
- Zbigniew Głowienka
- Mirosław Różański

## Odznaka pamiątkowa 2 Pułku Radioelektronicznego

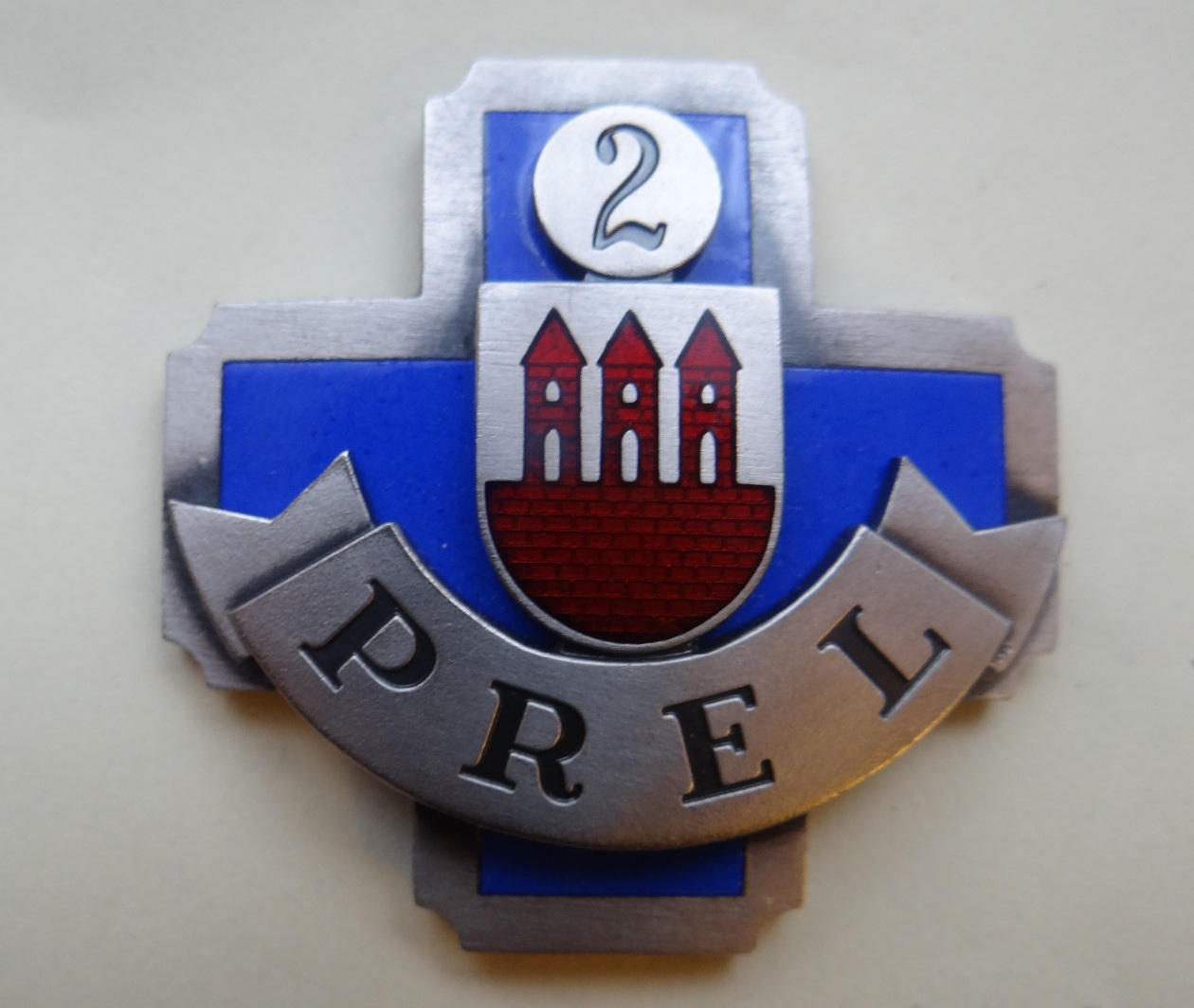
Odznaka 2 PREL

Odznaka wykonana w kształcie równoramiennego krzyża, którego ramiona pokryte są emalią w kolorze niebieskim.
Na górnym ramieniu krzyża w srebrnym kole jest numer 2.
Pośrodku na tarczy herb Przasnysza.
Poniżej herbu na srebrnej wstędze inicjały PREL.
Wymiary:40x40 mm. Projekt: Krzysztof Miecznikowski
Wykonanie: Piotr Olek – Warszawa
Pierwsze odznaki wręczono 16 sierpnia 1996 r.

## Odznaka pamiątkowa 2 Ośrodka Radioelektronicznego

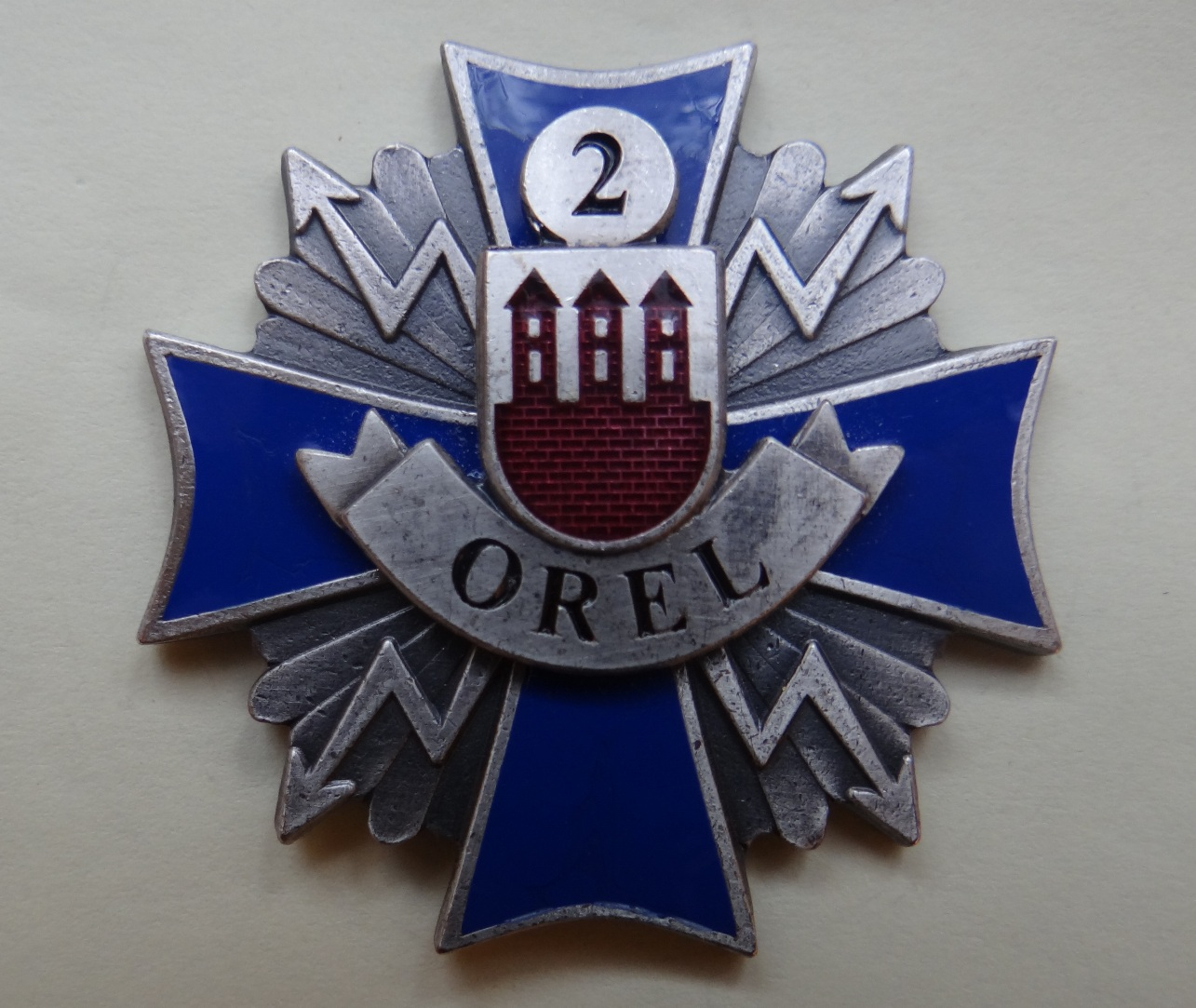
Odznaka 2 ORel

Odznaka wykonana w kształcie krzyża umieszczonego na rozecie, z którego wychodzą błyskawice.
Na górnym ramieniu krzyża wpisany numer 2, na dolnym inicjały OREL.
Pośrodku na tarczy herb Przasnysza.
Wymiary: 40×40 mm. Projekt: członkowie kapituły
Pierwsze odznaki wręczono 25 kwietnia 2003 r.

## Przekształcenia
1. 16 Batalion Radiopelengacyjny → 2 Ośrodek Radioelektroniczny → 2 Pułk Rozpoznania Radioelektronicznego → 2 Pułk Radioelektroniczny ↘
2. 2 Ośrodek Radioelektroniczny